# Ramón Borobia Cetina
Ramón Borobia Cetina (Zaragoza, 15 de febrero de 1875-Zaragoza, 29 de mayo de 1954) fue un compositor, organista y director de banda español.

## Biografía
A la edad de ocho años ingresa en el Colegio de Infantes del Pilar. Cursa sus primeros estudios musicales con los maestros Félix Blasco (solfeo), Valentín Faura (piano y órgano) y Antonio Lozano (armonía y composición). Puede considerársele discípulo de este último y de Tomás Bretón, con quien amplió estudios. Con dieciocho años logró alcanzar el primer puesto en las oposiciones a director de la Banda de Música de Logroño. En 1900 fue nombrado director del Orfeón Zaragozano. En los juegos florales celebrados el año 1900 en Zaragoza fue premiada su obra Colección de cantos y tonadas populares de Aragón. Igualmente en los juegos florales de Calatayud (1901) consiguió un accésit por su Estudio crítico de las causas que han impedido e impiden la creación de la ópera española. El año 1902 es nombrado organista de la Basílica del Pilar. En 1906 accede a la plaza de director de la Banda Municipal y de profesor de Solfeo y Canto en el Hogar Pignatelli de la Diputación Provincial de Zaragoza. La Escuela de Música de Zaragoza le encarga en 1914 de las clases de Armonía y Composición. El año 1921 obtiene por oposición la plaza de organista de la Iglesia de San Pablo de Zaragoza. En 1934 es nombrado director del Conservatorio de Música. El año 1937 participa, como director en la Orquesta Patriótica de Profesores Músicos de Zaragoza.

## Obra
- Religiosa: Más de cuarenta obras que se conservan en el archivo del Pilar; cabe destacar la misa Refugium Peccatorum para cuatro voces y orquesta y una Salve para doble coro y gran orquesta.
- Sinfónica y para banda: Himno a Cervantes (coro mixto y banda; 1905); Marcha Triunfal (1908); Marcha triunfal a Santa Cecilia (para orquesta); Junto al Ebro (rapsodia aragonesa para banda); Costumbres aragonesas (suite popular); En el certamen (sinfonía para banda, 1915).
- Lírica: El heredero (ópera); Una huelga; Los viejos; Don Quijote en Aragón; Las joyas; El niño náufrago; Nube de verano (zarzuelas).
- Vocal: El gondolero (barcarola); El doce de octubre (para coro mixto); El campanario de mi aldea (posiblemente su obra más lograda en este ámbito).
- De cámara: Capricho para arpa y Pequeño Trío (piano, violín y violonchelo). También compuso Paseo de las Acacias para rondalla.
- Teórica: Los diversos conjuntos vocales e instrumentales de la música (Zaragoza, 1936); Teoría del Solfeo (en colaboración con Miguel Arnaudas Larrodé), y numerosos tratados de armonía, contrapunto e instrumentación. También publicó Archivo Musical de la Santísima Virgen del Pilar (Zaragoza, 1940), que es una selección de diversas obres religiosas de interpretación frecuente en nuestra época.

## Sus hijos
- Ramón Borobia González (Zaragoza, 1902 - ?) fue organista y director de orquesta.

Estuvo al frente de la Banda Zaragozana y de la Municipal de Ejea de los Caballeros; también dirigió el Conservatorio de Música de Zaragoza.
- José Borobia González (Zaragoza, 16 de abril de 1907 - ídem 1985) fue, como su padre, compositor, organista y director de orquesta.

Compuso obras de diversos géneros y dirigió la Banda Provincial de Zaragoza y la de la sección musical de la Agrupación Artística Aragonesa. También dirigió la compañía de zarzuela del maestro Federico Moreno Torroba
- Jesús Borobia Palacios excelente médico en Villa Nueva de Huerva Zaragoza